# Patrick Amsellem
Patrick Amsellem, född 30 november 1969 i Malmö Sankt Petri församling, Malmöhus län, är en svensk kurator och museiman. Han var mellan 2020 och 2024 direktör för Statens konstråd. Han tillträdde i januari 2024 som överintendent för Nationalmuseum.
Patrick Amsellem studerade bland annat konstvetenskap vid Lunds universitet där han avlade kandidatexamen, och vid Institute of Fine Arts på New York University 1998–2000 avlade han  magisterexamen i konstvetenskap. På samma plats disputerade han i konst- och arkitekturhistoria 2007 om minnesmärken efter andra världskriget (Modernist Monuments: A Contradiction Solved).
Han har varit kurator i konsthallen Rooseum i Malmö, och 2007–2011 kurator på Brooklyn Museum i New York. Han var chef för Skissernas museum i Lund 2011–2020.
Patrick Amsellem har även deltagit i SVTs TV-program Kulturfrågan Kontrapunkt, senast 2023. Året innan deltog han i det vinnande laget.

## Utmärkelser och ledamotskap
- Ledamot av Vetenskapssocieteten i Lund (LVSL, 2015)[5]